# جين بانكس
جين بانكس (بالإنجليزية: Gene Banks)‏ مواليد 15 مايو 1959 في فيلادلفيا، هو مدرب كرة سلة أمريكي ولاعب معتزل. بدأ مسيرته الاحترافية في سنة 1981. تم اختياره من قبل فريق سان أنطونيو سبرز خلال الدرافت. حمل الرقم 20. يبلغ طوله 6 قدم 7 بوصة (2.0 م). اعتزل اللعب في 1993. أحرز خلال مسيرته في الإن بي إيه 5305 نقطة بمعدل 11.3 نقطة في المباراة الواحدة.

## المسيرة الاحترافية
لعب مع سان أنطونيو سبرز من سنة 1981 إلى 1985، ثم لعب مع شيكاغو بولز من سنة 1985 إلى 1987، ثم لعب مع فورتيتودو بولونيا في الدوري الإيطالي في موسم 1988–1989.

## روابط خارجية
- جين بانكس على موقع إن بي أي (الإنجليزية)
- جين بانكس على موقع سبورتس رفرنس (الإنجليزية)
- جين بانكس على موقع كلية كرة السلة في سبورتس رفرنس.كوم (الإنجليزية)
- جين بانكس على موقع ريلجم (الإنجليزية)
- جين بانكس على موقع بروبوليرز (الإنجليزية)
- جين بانكس على موقع سبورتس رفرنس (الإنجليزية)